# 毕于瑞
毕于瑞（1965年—），江苏丰县人，汉族，中华人民共和国政治人物、第十二届全国人民代表大会江苏地区代表。

## 生平
毕业于中国矿业大学建筑与土木工程专业，加入中国共产党。2013年，被选为全国人大代表。